# Théophile Wahis
Théophile Wahis (Menen, 1844 – Schaerbeek, 26 gennaio 1921) è stato un militare belga.

## Biografia
Fu un governatore generale del Congo belga. Nato nello stato del Belgio intraprese con successo la carriera militare diventando dapprima sottotenente ed in seguito tenente generale. In quegli anni partecipò alla spedizione militare nello stato del Messico.
Inoltre fu governatore generale anche dello Stato Libero del Congo dal 1892 al 1908.

## Riconoscimenti
Una strada nella città di Brussels è stata chiamata con il suo nome